# Euthalia eson
Euthalia eson är en fjärilsart som beskrevs av De Nicéville 1895. Euthalia eson ingår i släktet Euthalia och familjen praktfjärilar. Inga underarter finns listade i Catalogue of Life.